# Wojsławka
Wojsławka – rzeka, prawy dopływ Wieprza o długości 32,11 km.
Rzeka płynie w województwie lubelskim. Wypływa we wsi Partyzancka Kolonia i płynie w kierunku zachodnim, w stronę Wojsławic. Przepływa obok miejscowości: Czarnołozy, Ostrów, Bończa, gdzie przyjmuje Leśniówkę, Wólka Kraśniczyńska, Stara Wieś, Kraśniczyn, Zastawie. W miejscowości Brzeziny przyjmuje swój lewy dopływ Milutkę i płynie dalej przez: Surhów, Surhów-Kolonia, Małochwiej Duży, Małochwiej Mały. W miejscowości Tuligłowy przepływa pod drogą krajową nr 17 i wpada do Wieprza.